# Малагич, Эмина Асимовна
Эмина Асимовна Малагич (босн. Emina Malagić; род. 29 августа 1995, Москва) — российская шорт-трекистка боснийского происхождения. Заслуженный мастер спорта России. Участница Зимних Олимпийских игр 2018 года, 2-кратная призёр чемпионата мира, 2-кратная чемпионка Европы и 3-кратная призёр чемпионатов Европы, 2-кратная призёр чемпионата России в многоборье, 13-кратная призёр чемпионата России на отдельных дистанциях. Выступала за МГФСО и Москву..

## Спортивная карьера
Эмина родилась в семье отца-боснийца и русской матери. С 3-х лет начала заниматься фигурным катанием. Параллельно ходила на плавание, но оно не нравилось, часто болела. Пробовала себя и в балете, и в танцевальном ансамбле. В 4-м классе в школу пришел тренер по шорт-треку, набирал детей. Она согласилась, потому что тренировки проходили на том же катке, что и по фигурному катанию. Так в 11 лет занялась шорт-треком. Параллельно она посещала также секцию фигурного катания, но когда родители предложили ей выбрать один вид спорта, Эмина предпочла шорт-трек.
Она тренировалась в СШОР «МГФСО» под руководством тренера Марины Кукушкиной. Она впервые участвовала на юниорском чемпионате мира в Курмайоре в эстафете, и заняла там 8-е место. В 2012 году получила звание мастер спорта России. Первым крупным международным достижением стала бронзовая медаль в эстафете на чемпионате мира среди юниоров в Варшаве в 2013 году. В декабре 2013 года она приняла участие в Зимней Универсиаде в Трентино, где завоевала серебро в эстафете на 3000 м.
Эмина Малагич дебютировала на Кубке мира в начале сезона 2014/2015 в Солт-Лейк-Сити, где заняла 16-е место на дистанции 500 м и 7-е место на дистанции 1500 м. Позднее в этом же сезоне она занимала третьи места в эстафете  в Монреале и Сеуле. В январе 2015 года на юниорском чемпионате мира в Осаке выиграла бронзу в беге на 500 м и серебро в эстафете, а в общем зачёте заняла 7-е место.
На чемпионате Европы в Дордрехте в составе эстафетной команды выиграла золотую медаль, в общем зачёте заняла 12-е место. На осенних этапах Кубка мира она не была на подиуме, но в феврале 2016 года на этапе в Дордрехте заняла 2-е место в женской эстафете. На Чемпионате Европы в Сочи она завоевала серебро в эстафете. В марте на чемпионате мира в Сеуле, она завоевала бронзовую медаль в эстафете м.
В январе 2017 года в эстафете заняла 8-е место на чемпионате Европы в Турине. Через год на очередном чемпионате Европы в Дрездене завоевала золото в эстафете. В феврале 2018 года представляла Россию на Зимних Олимпийских играх в Пхёнчхане, где заняла 23 место в беге на 500 м и 5-е место в эстафете . В ноябре 2018 года на Кубке мира в Калгари с командой выиграла в эстафете золото, а в Солт-Лейк-Сити - серебро. 
В январе 2019 года на чемпионате Европы в Дордрехте вместе с командой выиграла серебро в эстафете, а в феврале на Кубке мира в Дрездене завоевала золотые медали в смешанной эстафете и в Турине в женской и смешанной эстафетах. В начале марта Эмина приняла участие на зимней Универсиаде в Красноярске, где выиграла золото в эстафете. В марте на чемпионате мира в Софии выиграла в эстафете серебряную медаль вместе с Софьей Просвирновой, Екатериной Константиновой и Екатерины Ефременковой. В том же году получила звание мастер спорта России международного класса
В ноябре 2019 на Кубке мира в Солт-Лейк-Сити завоевала золото в смешанной эстафете, а в Монреале взяла серебро в женской эстафете и в Нагое серебро в смешанной эстафете и бронзу в женской. В декабре в Шанхае выиграла серебро в смешанной эстафете. На чемпионате Европы в Дебрецене в январе 2020 года завоевала бронзу в составе эстафетной команды, а в феврале на Кубке мира в Дрездене заняла 2-е место в смешанной эстафете. 
В 2022 году Эмина травмировала голеностоп, после чего нельзя было продолжать соревноваться и она занялась лечебной физкультурой. После того, как Российскую сборную перестали пускать на международную арену, она решила развиваться в новой сфере. В марте 2024 года заявила о завершении карьеры профессиональной спортсменки.

## Личная жизнь
Выпускница 2017 года Российского государственного университета физической культуры, спорта, молодежи и туризма в Москве., а также магистрант МГПУ в области естествознания и спортивных технологий. Эмина продолжила учиться в «ГЦОЛИФК» по направлению лечебная физкультура и по окончании стала работать инструктором ЛФК в  центре спортивных технологий, где лечатся спортсмены.